# Newfoundland and Labrador Route 500

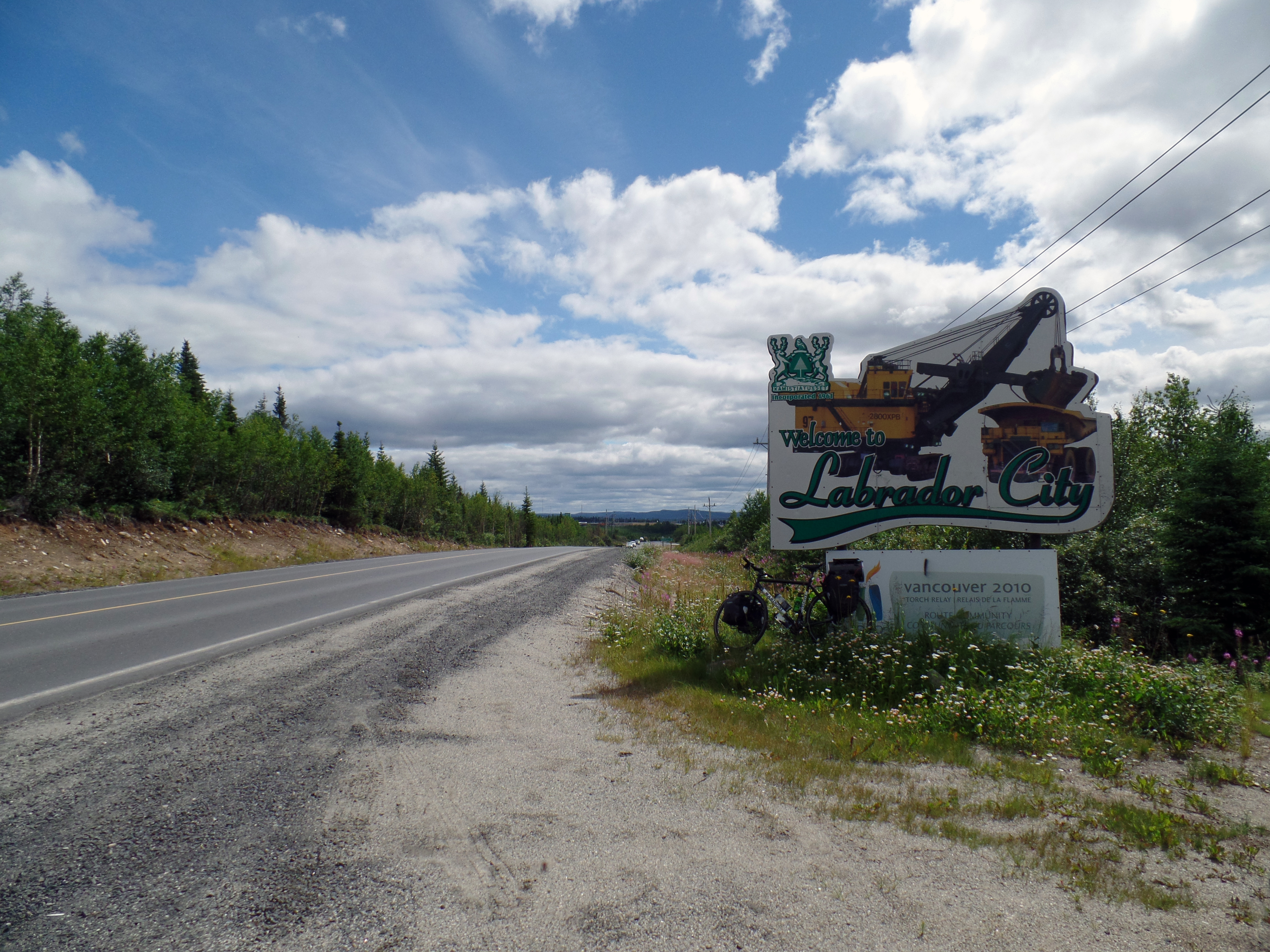
Route 500 vor Labrador City

Die Newfoundland and Labrador Route 500 (NL 500) ist eine Landstraße in der kanadischen Provinz Newfoundland and Labrador. Sie hat eine Länge von 543 km, der westliche Abschnitt bis Labrador City gehört zum National Highway System. Die Route ist Bestandteil des Trans-Labrador Highways.

## Verlauf
Die Route beginnt nördlich der Stadt Fermont an der Grenze zu Québec und stellt die Fortsetzung der Route 389 dar. Sie führt nordwärts in die Bergarbeiterstadt Labrador City und streift die Schwesterstadt Wabush. Die Route führt nun nach Nordosten bis an den Churchill River und erreicht dort ihren nördlichsten Punkt. Der Streckenverlauf folgt weitgehend dem Churchill River und endet bei Happy Valley-Goose Bay. 5 km vor Streckenende zweigt die Route 510 ab, die die Fortsetzung des Trans-Labrador Highways darstellt und am Ostende einen Fähranschluss nach Neufundland bietet.